# Juventude
Juventude (do termo latino juventute) é um termo comumente usado para se referir a aparência jovial, atitudes imaturas ou aspecto jovem de uma pessoa independente da idade. A ONU e suas agências consideram "juventude" como a fase da vida entre a dependência e a independência; essa definição foi feita durante os preparativos para o Ano Internacional da Juventude (1985) e endossada pela Assembleia Geral. Embora a juventude seja uma mera construção social, não podemos confundi-la com a adolescência, porque a juventude é um termo social e indefinido usado apenas para fins estatísticos; no entanto, a adolescência é um período crucial com mudanças físicas, emocionais e intelectuais e marcantes entre a infância e a idade adulta.
Embora não haja uma definição de juventude, ela é frequentemente definida dos 14 aos 35 anos. Na Federação Russa são considerados jovens pessoas dos 14 aos 35 anos. No Cazaquistão qualquer cidadão com idades entre 14 e 35 anos são reconhecidos como jovens; no Vietnã, as percepções generalizadas sobre a juventude representam construções sociopolíticas para ambos os sexos entre as idades de 15 e 35 anos.
A carta da juventude africana também define como jovens pessoas com idades entre 15 e 35 anos; já no Sudão do Sul, a faixa etária dos jovens é de 18 a 45 anos, de acordo com o censo de 2008. Essa definição também é adotada pela Constituição Transicional da SSNYU, 2015.
Recentemente em um estudo sobre longevidade pesquisadores da Universidade de Stanford, descobriram que o processo de envelhecimento começa, em média, aos 34 anos. No estudo não foi contabilizada a idade cronológica, ou seja, aquela medida em anos vividos para descobrir quando a pessoa inicia o processo de envelhecimento, além disso a conta foi feita a partir dos diferentes níveis de proteínas presentes no plasma (a parte do sangue sem células) de mais de 4 mil indivíduos, com idades entre 18 e 95 anos.

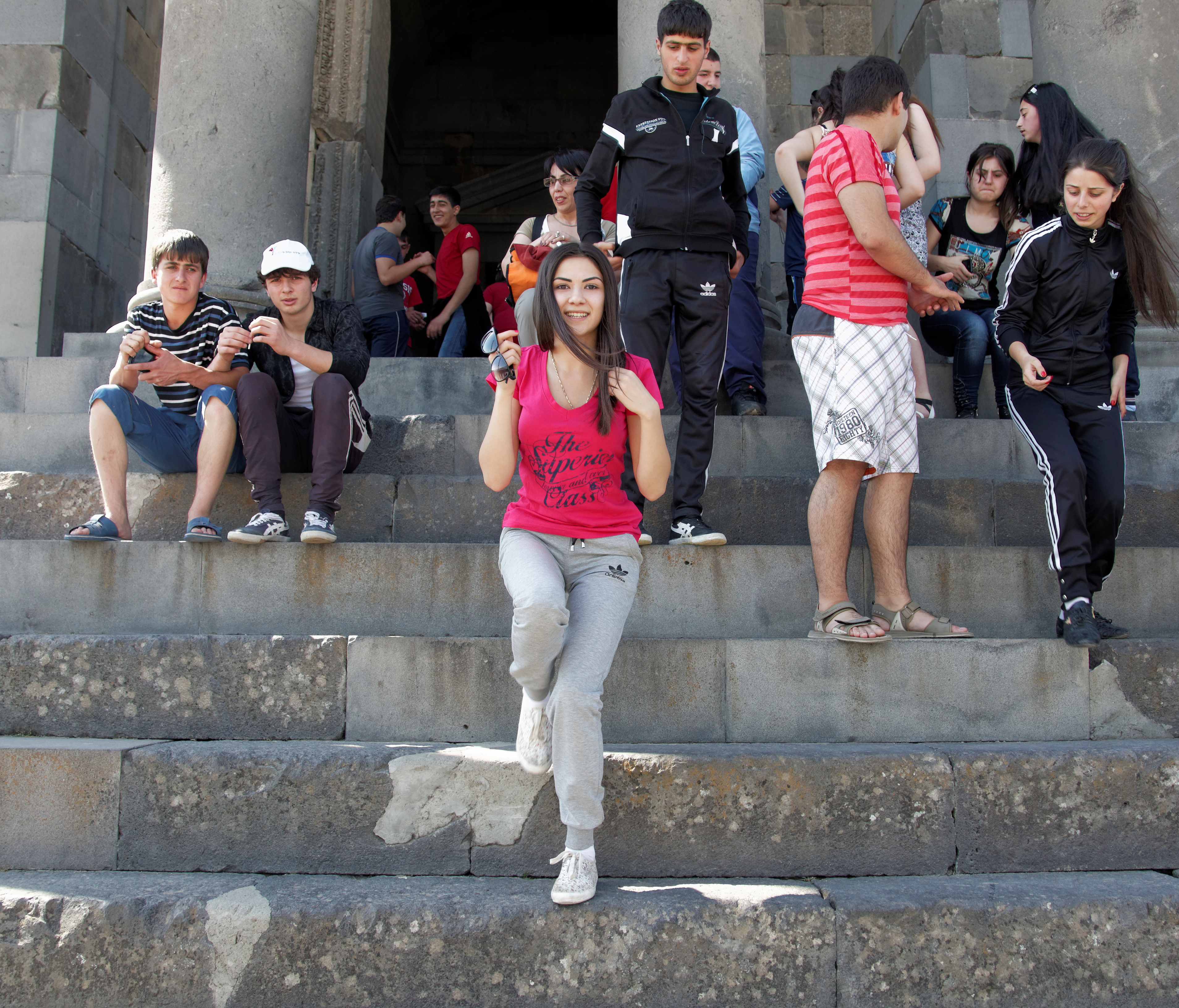
(Grupo de jovens armênios se divertindo.)

Frequentemente costumamos ver e ouvir inúmeras vezes a juventude recheando manchetes de jornais, noticiários de TV, propagandas comerciais e rodas sociais, muitas vezes sendo vítimas ou promotoras de violências, carentes de políticas de inclusão social, delinquentes, eleitores, irresponsáveis e sem responsabilidades, futuro da nação ou público consumidor, as juventudes são compreendidas de diversas formas equivocadas pelo senso comum, instituições mantenedoras do status e, inclusive, por alguns órgãos públicos.
Quanto à rebeldia, existe a interpretação do fenômeno juvenil como detentor de uma tendência ideológica predeterminada, como se o jovem fosse, naturalmente, progressista, de esquerda ou revolucionário. Não se reconhece, assim, a condição de constante disputa ideológica que este setor sofre. Propõe-se que a crítica social seja algo momentâneo, negando, também, os jovens e as jovens que se engajam em organizações reacionárias e até mesmo se colocam numa condição de alienação social.
Como padrão de estética, moda e consumo, a cultura moderna impõe um ideal padronizado de beleza como expressão de juvenilidade. O mercado, por exemplo, produz acessórios que chama de "moda jovem" com a intenção de padronizar valores estéticos. Como se este padrão de beleza eternizasse este período da vida, ou seja, como se o "parecer" fosse expressão do "ser".
Alguns momentos específicos do período juvenil explicam esses conflitos: a escolha da profissão e, quando possível, do curso universitário, o que socialmente atribui, às juventudes, uma concepção de mão de obra barata na sua generalidade; a descoberta e a experimentação do corpo, da sexualidade e suas orientações, bem como a interpretação, rompimento, ou não, com a família e constituição da própria; as decisões filosóficas, ideológicas e políticas, como o 1° voto e o engajamento em organizações... Com essa gama de conflitos, os jovens e as jovens expressam suas contradições e dúvidas de diversas formas, como nos grupos de identidade, opiniões políticas e organizações, estilos, costumes, gírias, roupas, músicas, entre diversos outros. Daí o conceito de "Juventude" como compreensão de identidade e organização e, mais ainda, a necessidade de caracterização como "Juventudes", reconhecendo essa diversidade.
Em Portugal é usado o termo rapariga para indivíduos jovens do género feminino, na faixa etária entre a infância e a adolescência.

## Definição de Juventude
- Para a ONU e suas agências o termo “Juventude” é melhor entendido como um período de transição da dependência para a independência e a consciência de nossa interdependência como membros de uma comunidade, além disso a ONU e suas agências definem que “juventude” é frequentemente indicada como uma pessoa entre a idade em que pode deixar a educação obrigatória e a idade em que encontra seu primeiro emprego. Este último limite de idade tem aumentado, pois os níveis mais altos de desemprego e o custo de criação de uma família independente colocam muitos jovens em um período prolongado de dependência.[12]
- Para Erik Erikson (1959) distingue os seguintes estágios do desenvolvimento psicossocial: Estágio do jovem adulto (de 13 a 20) precede o início da idade adulta (de 20 a 40) e este precede a idade adulta média (de 40 a 65).[13]
- Para Daniel Levinson (1978) e Rhona Rapoport (1980) por uma variedade de razões, a atualidade na idade adulta jovem não pode ser definida exatamente - produzindo resultados diferentes de acordo com a mistura diferente de índices sobrepostos (legais, maturacionais, ocupacionais, sexuais, emocionais e semelhantes) empregados, ou se uma perspectiva de desenvolvimento [... ou] a perspectiva de socialização é adotada.[14]
- O filósofo e cientista grego Pitágoras, em seu tempo, chamou a juventude de " verão "e argumentou que a" primavera", abrangendo a infância e a juventude, durava até 20 anos, e o" verão " durava de 20 a 40 anos.[15]

## Jovem rural
Segundo o jornalista padre Leonardo Hellmann, "no mundo do trabalho, só se salvarão os jovens mais audazes, que forem bilíngues e tenham uma sólida formação nos campos da microeletrônica, e os especialistas em tecnologia de informação". Porém essa tecnologia dificilmente é de acesso ao jovem rural.
De acordo com o censo demográfico 2000 do Instituto Brasileiro de Geografia e Estatística, jovens urbanos brasileiros com 18 anos ou mais, têm um nível de escolaridade 50% maior do que os que moram no campo. Faz-se necessário registrar que 10% dos jovens rurais são analfabetos e 80% da juventude do campo, para ter acesso à educação, precisa deslocar-se a centros urbanos (censo demográfico 2000 IBGE).
Sabemos que a opção pelos estudos está entre os fatores que levam os jovens ao êxodo rural. O jovem que vai estudar na cidade mais próxima encontra um modelo de educação que não se adapta à realidade do campo.
"No campo, o poder público responsabiliza-se apenas pelo ensino de 1ª a 4ª série", afirma a coordenadora da Comissão Nacional de Jovens do Conselho Nacional de Trabalhadores na Agricultura Simone Battestim.
Além do ensino precário, as dificuldades de acesso ao serviço de saúde, a dependência econômica, e tecnologia, têm empurrado o jovem do campo às cidades, na ilusão de melhores condições de vida. Tudo isso tem trazido inchaço às grandes cidades, e consequentemente o crescimento das favelas, e tem levado muitos jovens a viverem uma vida ociosa e sem perspectivas para o futuro.
O mundo tem associado o meio rural como sinônimo de local degradante, atrasado, não modernizado. Do contrário, tem visto o meio urbano como um lugar de progresso e modernidade. Da mesma forma, Moreno (1982, apud Pereira, 2000) destaca que os jovens rurais que não estudam são estigmatizados por suas comunidades, expostos à exploração do trabalho. A isto, soma-se o senso comum, estimulado a criar estereótipos, caracterizando o jovem rural com simplório, pouco dotado de inteligência, mais propenso ao trabalho manual, ou seja, o peão. Do contrário, o jovem urbano é visto como hedonista, individualista, avesso às regras, produto da sociedade.
"Manter a juventude no campo satisfeita e motivada, mesmo que seja necessária a adoção de modernos conceitos como agricultura de tempo parcial, em que parte da população trabalha nas zonas agrícolas e mora nas áreas urbanas disposta a agregar tecnologia e produzir com eficiência, será vital para o futuro do país", afirma o presidente das cooperativas de Santa Catarina (Ocesc) Neivor Canton. Essa constatação, justifica programas específicos de apoio e estimula as novas gerações de empresários rurais (o colono, como era chamado antigamente), e produtores. Canton diz, ainda, que o êxodo rural persistirá por mais alguns anos, tornando, cada vez mais rarefeita, a densidade populacional do campo até esta estabilizar-se, e que o emprego de tecnologia compensará a perda dessa mão de obra.
De qualquer forma, jovens do campo e da cidade compartilham preferências, no modo de vestir, falar, nos ídolos do momento, nos times preferidos, bandas musicais... Porém, deve-se levar em conta a individualidade de cada um, a juventude não deve ser vista como uma população homogênea.